# Gustaf Lindberg
Johan Gustaf Lindberg, född 26 juni 1887 i Vadstena, död 12 maj 1961 i Norrköping, var en svensk läkare.
Gustaf Lindberg var son till postmästaren Gustaf Herman Lindberg. Efter mogenhetsexamen i Linköping 1905 blev han medicine kandidat vid Uppsala universitet 1909 och därefter 1913 medicine licentiat och 1917 medicine doktor vid Karolinska institutet. Efter förordnanden bland annat i anatomi 1908–1909, i oftalmologi 1911–1912 och i medicin 1913–1914 var Lindberg underläkare vid barnsjukhuset Samariten och assistent vid Karolinska institutets pediatriska poliklinik 1914–1915, amanuens vid Allmänna barnhuset 1915–1916, underläkare vid Sachska barnsjukhuset 1916–1918, docent i pediatrik vid Karolinska institutet 1918–1919 och tillförordnad professor i ämnet där under en del av 1918. Lindberg blev 1920 läkare vid Norrköpings lasaretts barnavdelning och var från 1927 lasarettsläkare vid dess medicinska barnavdelning. I Norrköping blev han 1919 läkare vid Fröbelinstitutet, skolläkare vid läroverket i Norrköping 1923 och vid Norrköpings folkskolor 1924. Från 1928 var han även läkare vid Norrköpings barnavårdscentral. Lindberg skrev ett stort antal arbeten i olika pediatriska ämnen och tilldelades 1910 Hwasserska priset.